# 3301 Jansje
3301 Jansje је астероид главног астероидног појаса са средњом удаљеношћу од Сунца која износи 2,233 астрономских јединица (АЈ).
Апсолутна магнитуда астероида је 13,0.